# Franz Ludorff
Franz Xaver Ludorff (* 21. Mai 1852 in Münster; † 31. Mai 1896 ebenda) war ein deutscher Pädagoge und Schriftsteller.

## Leben
Franz Ludorff war der Sohn eines Rendanten.
Er besuchte von 1861 bis 1870 das Realgymnasium in Münster und immatrikulierte sich 1870 zu einem Studium der Neueren Sprachen an der Universität Münster; vor Beendigung des Studiums 1873 studierte er noch ein Semester an der Universität Löwen und hielt sich in dieser Zeit auch für vier Monate in London auf. Im August 1873 promovierte er mit seiner Dissertation Lay of Havelok the Dane zum Dr. phil. und erwarb im darauffolgenden Jahr in Münster das Oberlehrerzeugnis.
Er wurde 1874 kommissarisch als Lehrer an der höheren Bürgerschule (siehe Rheingauschule) in Geisenheim angestellt und 1875 zum Rektor der höheren Bürgerschule in Olpe befördert.
Ostern 1878 wurde er als 1. Lehrer und stellvertretender Rektor der neu eröffneten höheren Bürgerschule (siehe Albertus-Magnus-Gymnasium) nach Köln berufen und leitete diese bis Ostern 1882. 
Aus gesundheitlichen Gründen ließ er sich 1882 pensionieren, zog nach Münster zurück und war dort als Schriftsteller tätig; so veröffentlichte er unter anderem 1886 sein in englischer Sprache geschriebenes Trauerspiel Hans Waldmann, 1888 Elgeva, Königin von England und 1890 Der Heiland, ein Epos in 17 Gesängen, das 1894 in zweiter Auflage mit 19 Gesängen erschien; in Der Heiland behandelte er das Leiden Christi im Rahmen einer Faustdichtung.
1891 hielt er sich zum zweiten Mal in England auf und wählte nach seiner Rückkehr Kessenich bei Bonn zum Wohnsitz.
Nachdem er Anfang 1896 schwer erkrankt war, holte ihn sein in Münster wohnender Bruder zu sich, der ihn bis zu seinem Tod pflegte.
Seinen Nekrolog schrieb Franz Brümmer.

## Schriften (Auswahl)
- Ueber die Sprache des altenglischen Lay Hanelok pe Dane. Ein Beitrag zur Kenntnis der altenglischen Grammatik. Münster 1873 (Digitalisat).
- Berührungs-Punkte zwischen Psychologie und Pädagogik. Rüdesheim: Fischer & Metz 1875.
- Hans Waldman: A Tragedy in Five Acts. Münster, 1886 (Digitalisat).
- Elgeva, Königin von England. Münster, 1888.[2]
- Der Heiland. Münster, 1890. 2. Auflage, 1894.